# Fredonia (Wisconsin)
Pour les articles homonymes, voir Fredonia.
Fredonia est un village du comté d'Ozaukee, dans l'État du Wisconsin, aux États-Unis. En 2020, il comptait une population de 2 078 habitants.